# Le Ponant (navire de croisière)
Pour les articles homonymes, voir Ponant.
 (septembre 2014).
Si vous disposez d'ouvrages ou d'articles de référence ou si vous connaissez des sites web de qualité traitant du thème abordé ici, merci de compléter l'article en donnant les références utiles à sa vérifiabilité et en les liant à la section « Notes et références ».
Le Ponant est un navire de croisière de luxe de la compagnie Ponant. Ce voilier fut construit en 1990 par les chantiers navals de la Société française des constructions navales à Villeneuve-la-Garenne (France). 

## Caractéristiques techniques
Il s'agit d'un voilier trois-mâts d'une longueur de 88 mètres portant 1 212 m2 de voilure, et un spi de 1 000 m2.
Il peut emporter 32 passagers et il est servi par un équipage de 34 personnes.
Il dispose de 4 ponts, dont un pont soleil, et d'un restaurant.

## Histoire
Le 4 avril 2008, des pirates somaliens prennent d'assaut dans le golfe d'Aden, entre la Somalie et le Yémen, Le Ponant qui passait au large de ces côtes réputées comme un des hauts-lieux de la piraterie moderne. La Marine française, depuis la base de Djibouti, envoie l'aviso Commandant Bouan.
Le Ponant a connu plusieurs commandants, dont Maxime Baleste, Yannick Simon et Patrick Marchesseau. En 2022, le navire a pour commandants Jean-David Lemaire et Pascal Goger.
À compter de novembre 2018 et durant une année, dans le cadre d'un partenariat avec les Chantiers de l'Atlantique, le navire est utilisé afin de tester le concept de voile rigide Solid Sail dont le mât avant du navire est équipé avec cette voile prototype de 250 mètres carrés. Cet essai devait permettre de valider le concept et mesurer ses performances en conditions réelles d’exploitation, l'objectif pour les Chantiers de l'Atlantique étant de proposer la propulsion vélique (totale ou partielle) pour des navires de croisières.
Le Ponant est entièrement repensé en 2022 par le studio Jean-Philippe Nuel et réaménagé par le chantier de San Giorgio del Porto à Gênes, pour ne conserver que 16 cabines et un maximum de 32 passagers. Il se dote d'un système de réduction catalytique sélective (filtre SCR) pour ses moteurs diesel, réduisant les émissions de particules fines et de NOx, et d'un nouveau système de traitement des eaux usées, dans un but d'atténuer partiellement l'impact environnemental de ses croisières.